# شیمی: تاریخچه‌ای لطیف
شیمی: تاریخچه‌ای لطیف (به انگلیسی: Chemistry: A Volatile History) مجموعه مستند سه قسمتی بود که در سال ۲۰۱۰ توسط شبکه بی‌بی‌سی بریتانیا در مورد تاریخ شیمی ساخته شد. این مستند در ژوئیه ۲۰۱۰ و توسط کانال چهار بی‌بی‌سی به روی آنتن رفت. این مستند که توسط فیزیکدان عراقی-بریتانیایی جیم الخلیلی روایت می‌شود، به داستان علم شیمی از عصر کیمیاگران و فلاسفه یونان باستان تا کشف عناصر مصنوعی جدید و فناوری‌های نوین در علم شیمی و صنایع شیمیایی می‌پردازد. همچنین این مستند در سال ۲۰۱۰ نامزد دریافت جایزه تلویزیونی آکادمی بریتانیا بود.